# Voloina
Voloina is een plaats en commune in het oosten van Madagaskar, behorend tot het district Maroantsetra, dat gelegen is in de regio Analanjirofo. Tijdens een volkstelling in 2001 telde de plaats 11.320 inwoners.
De plaats biedt naast lager onderwijs ook middelbaar onderwijs aan. 95 % van de bevolking werkt als landbouwer en 2 % verdient zijn brood als visser. Het belangrijkste landbouwproduct is kruidnagelen; andere belangrijke producten zijn koffie, rijst en vanille. Verder is 3% actief in de dienstensector.